# Théding
Théding é uma comuna francesa na região administrativa de Grande Leste, no departamento de Mosela. Estende-se por uma área de 8,13 km². Em 2010 a comuna tinha 2 532 habitantes (densidade: 311,4 hab./km²).